# پاخرگوشیان
پاخرگوشیان (نام علمی: Davalliaceae) نام یک تیره از راسته بسپایک‌سانان است.